# Пінакоїд

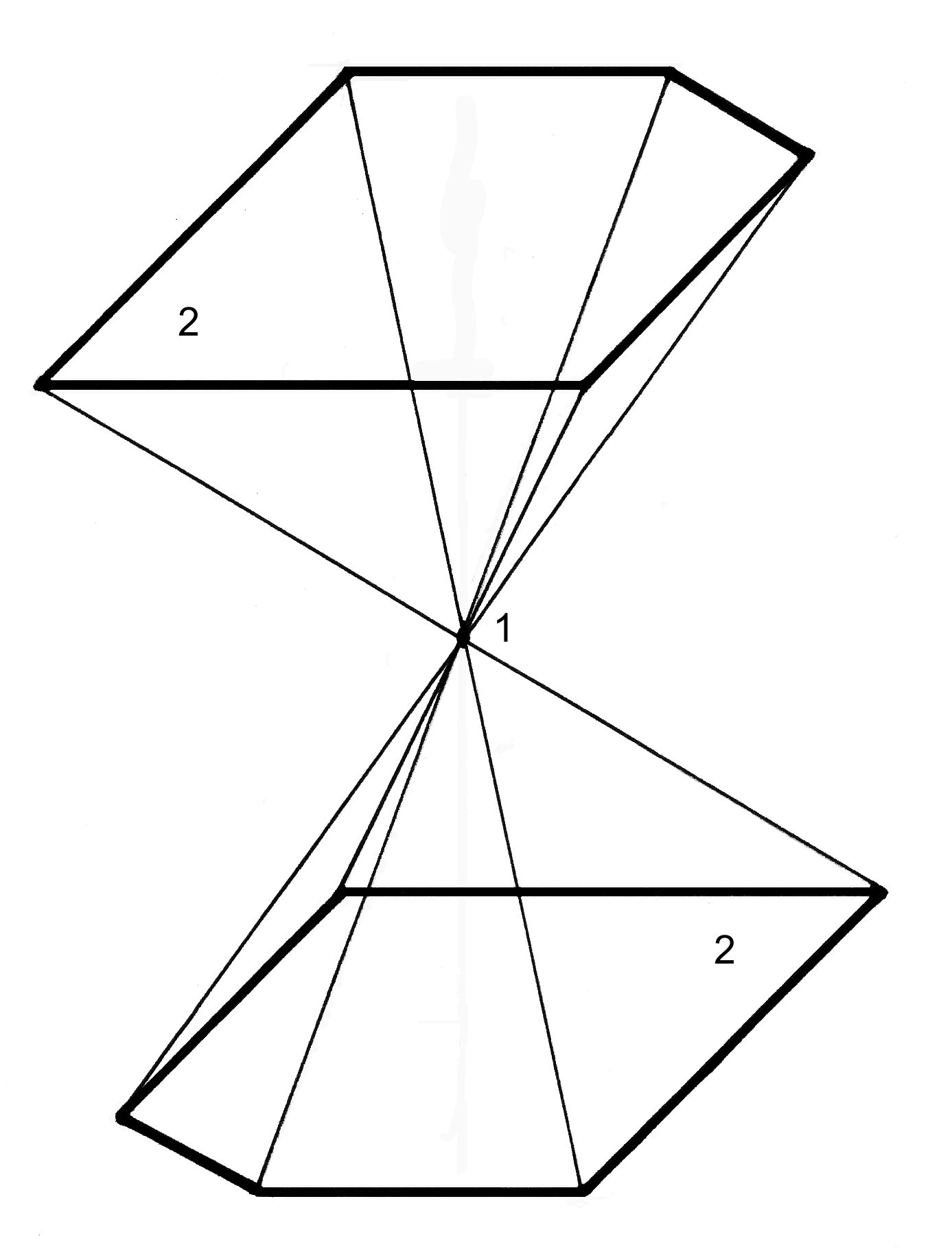
Пінакоїд с центром інверсії:
1— центр інверсії,
2 — грані пінакоїда

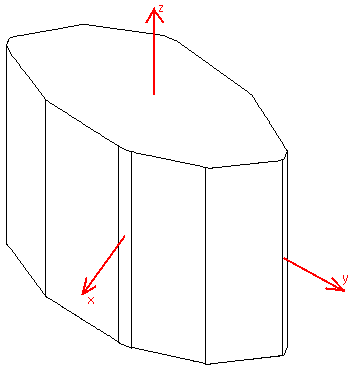
Через видимі на рисунку пінакоїди проведені осі координат (червоні).

Пінакоїд — відкрита форма кристалічного габітуса, що складається з двох паралельних граней.
Пінакоїд в кристалах — площини, що перетинають тільки одну кристалічну вісь і паралельні двом іншим осям.